# Verzetsster Oost-Azië 1942-1945

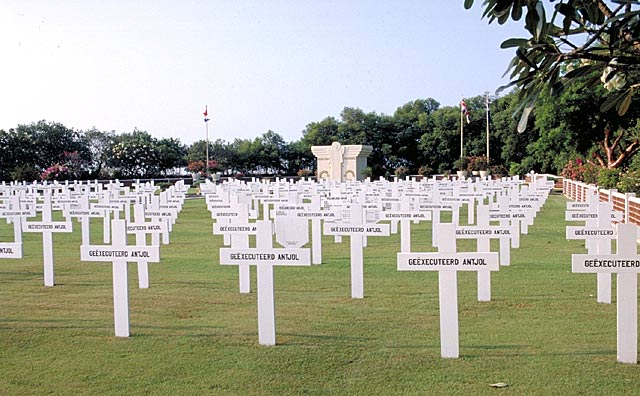
Ereveld Antjol, waar veel dragers liggen

De Verzetsster Oost-Azië is een dapperheidsonderscheiding die door koningin Juliana in een Koninklijk Besluit van 26 oktober 1948 werd ingesteld om Nederlanders en Nederlandse onderdanen in Nederlands-Indië die zich "door geestkracht, karaktervastheid of gemeenschapszin op bijzondere wijze verdienstelijk hebben gemaakt voor door krijgsgevangenschap, internering of anderszins in de macht van de vijand geraakte Nederlanders of Nederlandse onderdanen, dan wel in het verzet tegen de vijand" te eren.
De onderscheiding herdenkt het verzet tegen de Japanse bezetter van Nederlands-Indië dat ook na de capitulatie van het Indische leger doorging en vele slachtoffers heeft geëist.
De bronzen zespuntige ster met een vlammende zon en de woorden "de geest overwint" werd door Frans Smits ontworpen en wordt gedragen aan een purperen lint met twee gouden banen. De kleuren van het lint zijn symbolisch; het goudgeel herinnert aan de gewoonte om een geschenk in een goudkleurige stof te wikkelen. Op de keerzijde staat te lezen: "Maart 1942 - O.AZIE - AUGUSTUS 1945".
De onderscheiding wordt na de Nederlandse ridderorden en huisorden en de Bronzen Leeuw gedragen. Naspeuringen naar de geschiedenis van de Verzetsster zijn moeilijk want het daarbij behorende archief ging verloren.